# مولی تیلور
مولی آنه تیلور (زاده ۶ می ۱۹۸۸ در سیدنی) یک راننده اتومبیل رالی استرالیایی است.  او قهرمان رالی استرالیا در سال ۲۰۱۶، اولین و تنها زنی است که قهرمان مسابقات رالی استرالیا شده است و جوانترین زن بدون توجه به جنسیت، و قهرمان مسابقات اکستریم ای در سال ۲۰۲۱ است.

او اولین زنی بود که در برنامه ستاره‌های در حال ظهور بین‌المللی بنیاد ورزش‌های موتوری استرالیا (AMSF) پذیرفته شد و همچنین در سال ۲۰۰۶ جایزه بهترین دستاورد سال کنفدراسیون موتوراسپرت استرالیایی را در نیو ساوت ولز دریافت کرد.

در سال ۲۰۱۱، او بخشی از  مسابقات قهرمانی رالی جهان برنامه پیرلی راننده و یکی از جوانترین و تنها راننده زن شرکت کننده در مسابقات جهانی رالی بود.
او چندین قهرمانی از جمله مسابقات قهرمانی رالی پشت سر هم استرالیا در کلاس اف۱۶ را برای سال‌های ۲۰۰۷ و ۲۰۰۸ به دست آورده است. در سال ۲۰۰۹، او قهرمان مسابقات رالی بانوان بریتانیا شد، اولین راننده‌ای که خارج از بریتانیا این عنوان را کسب کرد. 

او همچنین در مسابقات رالی قهرمانی اروپا ۲۰۱۳ شرکت کرد.  در سال ۲۰۱۶، تیلور برنده رده بندی کلی قهرمانی رالی استرالیا شد.